# Waddens

Wesermarsch

Waddens is een district in Duitsland in het oosten van de gemeente Butjadingen op het schiereiland in de landkreis Wesermarsch.

## Geschiedenis
Waddens behoort historisch gezien tot de oudste nederzettingen in Butjadingen. Dit geldt alleen voor de "oude" ongeveer vier kilometer locatie ten oosten van Waddens, die aan het einde van de 17e eeuw na de Catharijnevloed bedijkt en na de Kerstvloed van 1717 definitief werd verlaten (146 doden, 46 huizen vernietigd). Daar waar de boerendorpjes Brüddewarden en Klein-Eckwarden lagen (deze staan nog steeds op sommige kaarten aangegeven in plaats van Waddens hierboven) ontstond na de bouw van  de St. Marcellinus- en Peterkerk in 1696 het nieuwe Waddens.
In 1933 werd Waddens in de toenmalige gemeente Burhave opgenomen. Dit werd in 1936 officieel ambtelijk Butjadingen genoemd. Toen deze gemeente in 1948 ophield te bestaan kreeg Waddens een deel van haar onafhankelijkheid terug. Sinds 1 maart 1974 is het onderdeel van de nieuwe gemeente Butjadingen.
In 2007 sloot de evangelisch-lutherse parochie Waddens zich aan bij de parochie Burhave.

## Economie
De 400 inwoners leven vooral van de landbouw. Tot in de jaren 1970 werd de kleine haven in Waddensersiel nog als haven voor garnalen - en vissersboten gebruikt; Tegenwoordig is de haven dichtgeslibd. In tegenstelling tot andere plaatsen wordt het Butjadinger Waddens weinig bezocht door toeristen.

## Cultuur
Met de gymnastiek- en tafeltennisclub, de klootschietvereniging en de tafeltennisclub heeft het dorp een ongewoon hoog aantal clubs en sportvelden.

## Openbaar vervoer
Veerverbindingen onderhouden diensten op de Weser van Nordenham naar Bremerhaven en in de zomermaanden op de Jade Bay van Eckwarderhörne naar Wilhelmshaven. Vanuit Nordenham is er een treinverbinding naar Bremen. Het wegennet is op de Wesertunnel ten zuiden van Nordenham naar de A27 aangesloten. Over Varel en Jaderberg kan de A 29 worden bereikt.